# Arrondissement de Nice
L'arrondissement de Nice est une division administrative française, située dans le département des Alpes-Maritimes et la région Provence-Alpes-Côte d'Azur.
Les limites de l'arrondissement de Nice correspondent à peu près aux limites de l'ancien comté de Nice avant l’annexion par la France en 1860 depuis la suppression au profit de l’arrondissement de Nice de l’arrondissement de Puget-Théniers en 1926.

## Composition

### Composition avant 2015
Liste des cantons de l’arrondissement de Nice

### Découpage communal depuis 2015
Depuis 2015, le nombre de communes des arrondissements varie chaque année soit du fait du redécoupage cantonal de 2014 qui a conduit à l'ajustement de périmètres de certains arrondissements, soit à la suite de la création de communes nouvelles. Le nombre de communes de l'arrondissement de Nice reste quant à lui inchangé depuis 2015 et égal à 101.
Au 1er janvier 2024, l'arrondissement groupe les 101 communes suivantes :
1. Ascros
2. Aspremont
3. Auvare
4. Bairols
5. Beaulieu-sur-Mer
6. Beausoleil
7. Belvédère
8. Bendejun
9. Berre-les-Alpes
10. Beuil
11. Blausasc
12. La Bollène-Vésubie
13. Bonson
14. Breil-sur-Roya
15. La Brigue
16. Cantaron
17. Cap-d'Ail
18. Castagniers
19. Castellar
20. Castillon
21. Châteauneuf-d'Entraunes
22. Châteauneuf-Villevieille
23. Clans
24. Coaraze
25. Colomars
26. Contes
27. La Croix-sur-Roudoule
28. Cuébris
29. Daluis
30. Drap
31. Duranus
32. Entraunes
33. L'Escarène
34. Èze
35. Falicon
36. Fontan
37. Gilette
38. Gorbio
39. Guillaumes
40. Ilonse
41. Isola
42. Lantosque
43. Levens
44. Lieuche
45. Lucéram
46. Malaussène
47. Marie
48. Massoins
49. Menton
50. Moulinet
51. Nice
52. Peille
53. Peillon
54. La Penne
55. Péone
56. Pierlas
57. Pierrefeu
58. Puget-Rostang
59. Puget-Théniers
60. Revest-les-Roches
61. Rigaud
62. Rimplas
63. Roquebillière
64. Roquebrune-Cap-Martin
65. Roquestéron
66. La Roquette-sur-Var
67. Roubion
68. Roure
69. Sainte-Agnès
70. Saint-André-de-la-Roche
71. Saint-Antonin
72. Saint-Blaise
73. Saint-Dalmas-le-Selvage
74. Saint-Étienne-de-Tinée
75. Saint-Jean-Cap-Ferrat
76. Saint-Léger
77. Saint-Martin-d'Entraunes
78. Saint-Martin-du-Var
79. Saint-Martin-Vésubie
80. Saint-Sauveur-sur-Tinée
81. Saorge
82. Sauze
83. Sigale
84. Sospel
85. Tende
86. Thiéry
87. Toudon
88. Touët-de-l'Escarène
89. Touët-sur-Var
90. La Tour
91. Tourette-du-Château
92. Tournefort
93. Tourrette-Levens
94. La Trinité
95. La Turbie
96. Utelle
97. Valdeblore
98. Venanson
99. Villars-sur-Var
100. Villefranche-sur-Mer
101. Villeneuve-d'Entraunes

### Évolution

1793 (arr. de Nice en vert)
1801 (arr. de Nice en vert)
1805 (arr. de Nice en vert)
1807 (arr. de Nice en mauve)
1860 (arr. de Nice en violet)
1930 (arr. de Nice en violet)

## Démographie
En 2022, l'arrondissement comptait 536 776 habitants.
| 1968    | 1975    | 1982    | 1990    | 1999    | 2006    | 2011    | 2016    | 2021    |
| ------- | ------- | ------- | ------- | ------- | ------- | ------- | ------- | ------- |
| 444 900 | 473 076 | 476 066 | 501 341 | 506 694 | 521 254 | 522 255 | 522 637 | 530 694 |

| 2022    | - | - | - | - | - | - | - | - |
| ------- | - | - | - | - | - | - | - | - |
| 536 776 | - | - | - | - | - | - | - | - |

## Historique des députations
Par loi du 30 novembre 1875, le scrutin d'arrondissement (uninominal majoritaire à deux tours) est établi au sein de la IIIe République. Les arrondissements possédant plus de cent mille habitants sont divisés par tranche de cent mille habitants, comme c'est le cas de l'arrondissement de Nice, qui possède aussi deux députés en 1876 et jusqu'à quatre en 1936. Il s'agit du mode de scrutin des élections législatives jusqu'en 1936, excepté en 1885 et de 1919 à 1927.
| Législature | Début de mandat  | Fin de mandat   | Député | Député                    | Tendance | Observations                                                          | Sources |
| ----------- | ---------------- | --------------- | ------ | ------------------------- | -------- | --------------------------------------------------------------------- | ------- |
| Ire         | 8 mars 1876      | 25 juin 1877    |        | Alfred Borriglione        | UR       |                                                                       |         |
| Ire         | 8 mars 1876      | 25 juin 1877    |        | Eugène Roissard de Bellet | RC       |                                                                       |         |
| IIe         | 7 novembre 1877  | 27 octobre 1881 |        | Alfred Borriglione        | UR       |                                                                       |         |
| IIe         | 7 novembre 1877  | 27 octobre 1881 |        | Eugène Roissard de Bellet | CG       |                                                                       |         |
| IIIe        | 20 octobre 1881  | 9 novembre 1885 |        | Alfred Borriglione        | UR       |                                                                       |         |
| IIIe        | 20 octobre 1881  | 9 novembre 1885 |        | Raphaël Bischoffsheim     | ULR      |                                                                       |         |
| Ve          | 12 novembre 1889 | 21 janvier 1890 |        | Raphaël Bischoffsheim     | ULR      | Quitte son poste le 21 janvier 1890                                   |         |
| Ve          | 12 novembre 1889 | 14 octobre 1893 |        | Alfred Borriglione        | UR       |                                                                       |         |
| Ve          | 30 mars 1890     | 14 octobre 1893 |        | Flaminius Raiberti        | RP       | Remplace Raphaël Bischoffsheim                                        |         |
| VIe         | 15 octobre 1893  | 31 mai 1898     |        | Flaminius Raiberti        | RP       |                                                                       |         |
| VIe         | 15 octobre 1893  | 15 janvier 1894 |        | Alfred Borriglione        | UR       | Démissionne à la suite de son élection au Sénat                       |         |
| VIe         | 18 février 1894  | 31 mai 1898     |        | Arthur Malausséna         | CG       | Remplace Alfred Borriglione                                           |         |
| VIIe        | 1er juin 1898    | 31 mai 1902     |        | Flaminius Raiberti        | RP       |                                                                       |         |
| VIIe        | 1er juin 1898    | 31 mai 1902     |        | Félix Poullan             | ARD      |                                                                       |         |
| VIIIe       | 1er juin 1902    | 31 mai 1906     |        | Flaminius Raiberti        | RP       |                                                                       |         |
| VIIIe       | 1er juin 1902    | 31 mai 1906     |        | Félix Poullan             | ARD      |                                                                       |         |
| IXe         | 1er juin 1906    | 31 mai 1910     |        | Flaminius Raiberti        | FR       |                                                                       |         |
| IXe         | 1er juin 1906    | 31 mai 1910     |        | Félix Poullan             | ARD      |                                                                       |         |
| Xe          | 1er juin 1910    | 31 mai 1914     |        | Flaminius Raiberti        | FR       |                                                                       |         |
| Xe          | 1er juin 1910    | 31 mai 1914     |        | Ernest Lairolle           | FR       |                                                                       |         |
| Xe          | 1er juin 1910    | 31 mai 1914     |        | Félix Poullan             | PRD      |                                                                       |         |
| XIe         | 1er juin 1914    | 7 décembre 1919 |        | Flaminius Raiberti        | FR       |                                                                       | [ 4 ]   |
| XIe         | 1er juin 1914    | 7 décembre 1919 |        | Ernest Lairolle           | FR       |                                                                       | [ 4 ]   |
| XIe         | 1er juin 1914    | 13 février 1918 |        | Félix Poullan             | PRD      | Décède en février 1918                                                | [ 4 ]   |
| XIVe        | 1er juin 1928    | 31 mai 1932     |        | Édouard Grinda            | RDG      |                                                                       |         |
| XIVe        | 1er juin 1928    | 31 mai 1932     |        | Léon Baréty               | RDG      |                                                                       |         |
| XIVe        | 1er juin 1928    | 31 mai 1932     |        | Antoine Thomas Gianotti   | RDG      |                                                                       |         |
| XIVe        | 1er juin 1928    | 31 mai 1932     |        | Humbert Ricolfi           | RDG      |                                                                       |         |
| XVe         | 1er juin 1932    | 31 mai 1936     |        | Jean Médecin              | IDG      |                                                                       |         |
| XVe         | 1er juin 1932    | 31 mai 1936     |        | Léon Baréty               | RDG      |                                                                       |         |
| XVe         | 1er juin 1932    | 31 mai 1936     |        | Paul Deudon               | GI       |                                                                       |         |
| XVe         | 1er juin 1932    | 31 mai 1936     |        | Henry Torrès              | GI       |                                                                       |         |
| XVIe        | 1er juin 1936    | 10 janvier 1939 |        | Jean Médecin              | IDG      | Démissionne à la suite de son élection au Sénat                       |         |
| XVIe        | 1er juin 1936    | 31 mai 1942     |        | Léon Baréty               | GDRI     |                                                                       |         |
| XVIe        | 1er juin 1936    | 21 janvier 1940 |        | Virgile Barel             | PCF      | Les députés communistes sont déchus de leur mandat le 21 janvier 1940 |         |
| XVIe        | 1er juin 1936    | 31 mai 1942     |        | Jean Hennessy             | PSN      |                                                                       |         |
| XVIe        | 26 avril 1939    | 31 mai 1942     |        | Jacques Bounin            | PSF      | Remplace Jean Médecin                                                 |         |